# Nothosmyrnium xizangense
Nothosmyrnium xizangense är en flockblommig växtart som beskrevs av R.H.Shan och T.S.Wang. Nothosmyrnium xizangense ingår i släktet Nothosmyrnium och familjen flockblommiga växter.

## Underarter
Arten delas in i följande underarter:
- N. x. simpliciorum
- N. x. xizangense